# Islam in Nordmazedonien

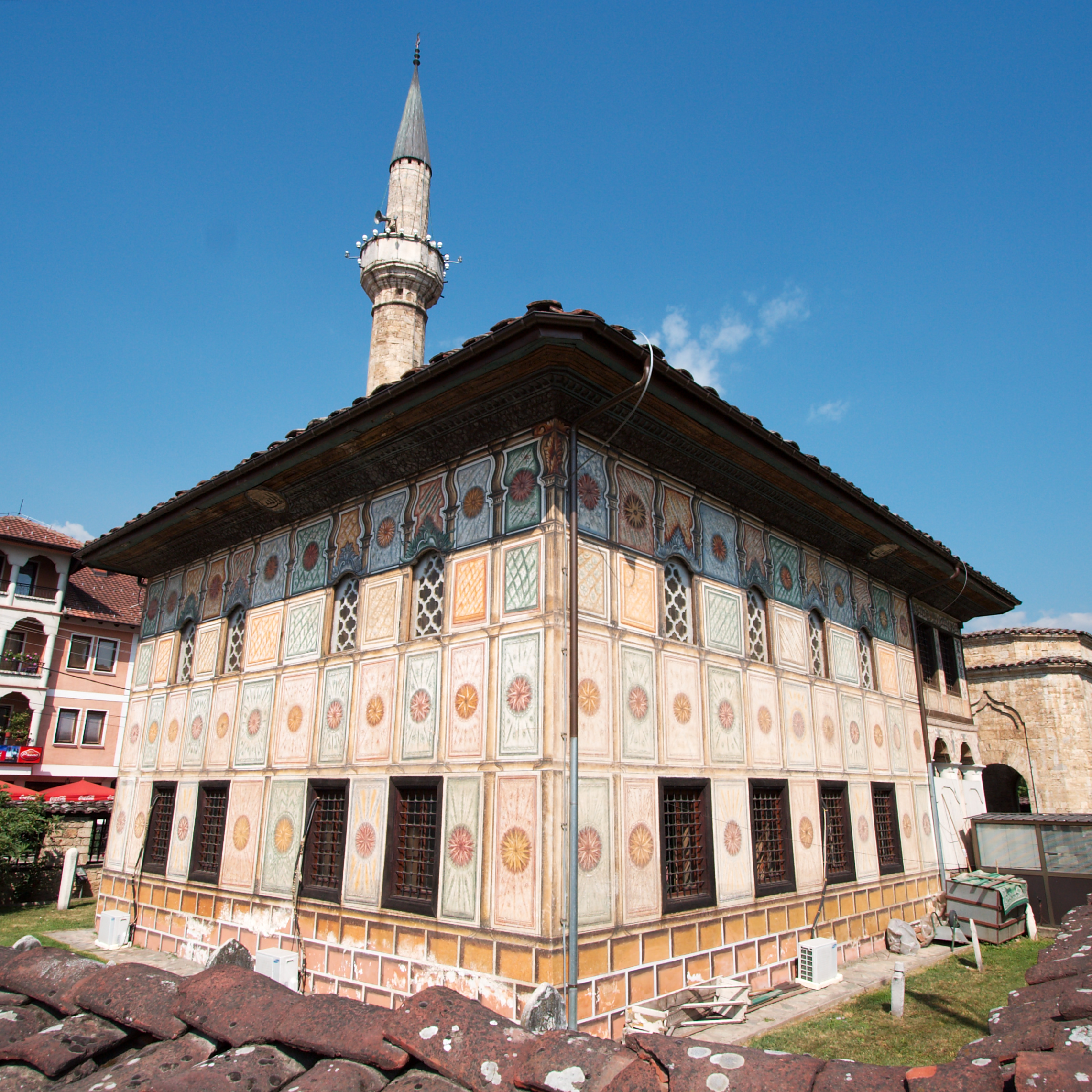
Die Bunte Moschee in Tetovo im Nordwesten Nordmazedoniens aus dem Jahr 1495 gehört zu den ältesten Moscheen des Landes und zu den beliebtesten Ausflugsorten von Touristen. Die geometrischen und floralen Muster im Äußeren sowie im Inneren sind einzigartig in der osmanischen Architektur.

Der Islam ist in Nordmazedonien nach dem Christentum die Religion mit den zweitmeisten Anhängern. Laut der Volkszählung vom Jahr 2002 zählten sich 674.015 von 2.022.547 Einwohnern zum Islam, was rund 33,33 Prozent der Gesamtbevölkerung ausmacht. Nordmazedonien ist somit nach der Türkei, dem Kosovo, Albanien und Bosnien und Herzegowina das europäische Land mit dem fünftgrößten Anteil an Muslimen in seiner Bevölkerung.
Da der Balkanstaat seit Jahrhunderten multiethnisch geprägt ist, zählen sich verschiedene Volksgruppen bzw. Teile von ihnen zum muslimischen Glauben. So sind Albaner, Türken und Bosniaken fast ausschließlich Muslime. Des Weiteren zählt sich eine Minderheit der ethnischen Mazedonier (Torbeschen und Goranen) und der Roma zum Islam.
Der Islam in Nordmazedonien ist vor allem sunnitisch geprägt, die Rechtsschule der Hanafiten ist vorherrschend. Auch der Sufismus hat eine lange Tradition im Land. So gibt es eine Menge Derwischklöster, die von verschiedenen Sufi-Orden unterhalten werden. Diese Auslegung des Islams ist auf die osmanische Vergangenheit des Landes zurückzuführen. Zwischen dem 15. und dem frühen 20. Jahrhundert war die Region Teil des Osmanischen Reiches.
Seit der Unabhängigkeit Nordmazedoniens 1991 verbreiten sich jedoch unter Muslimen vermehrt Wahhabiten, Salafisten, Schiiten und Anhänger anderer Richtungen des Islams, die sich im Vergleich zur Tradition in Nordmazedonien deutlich unterscheiden.

## Demografie

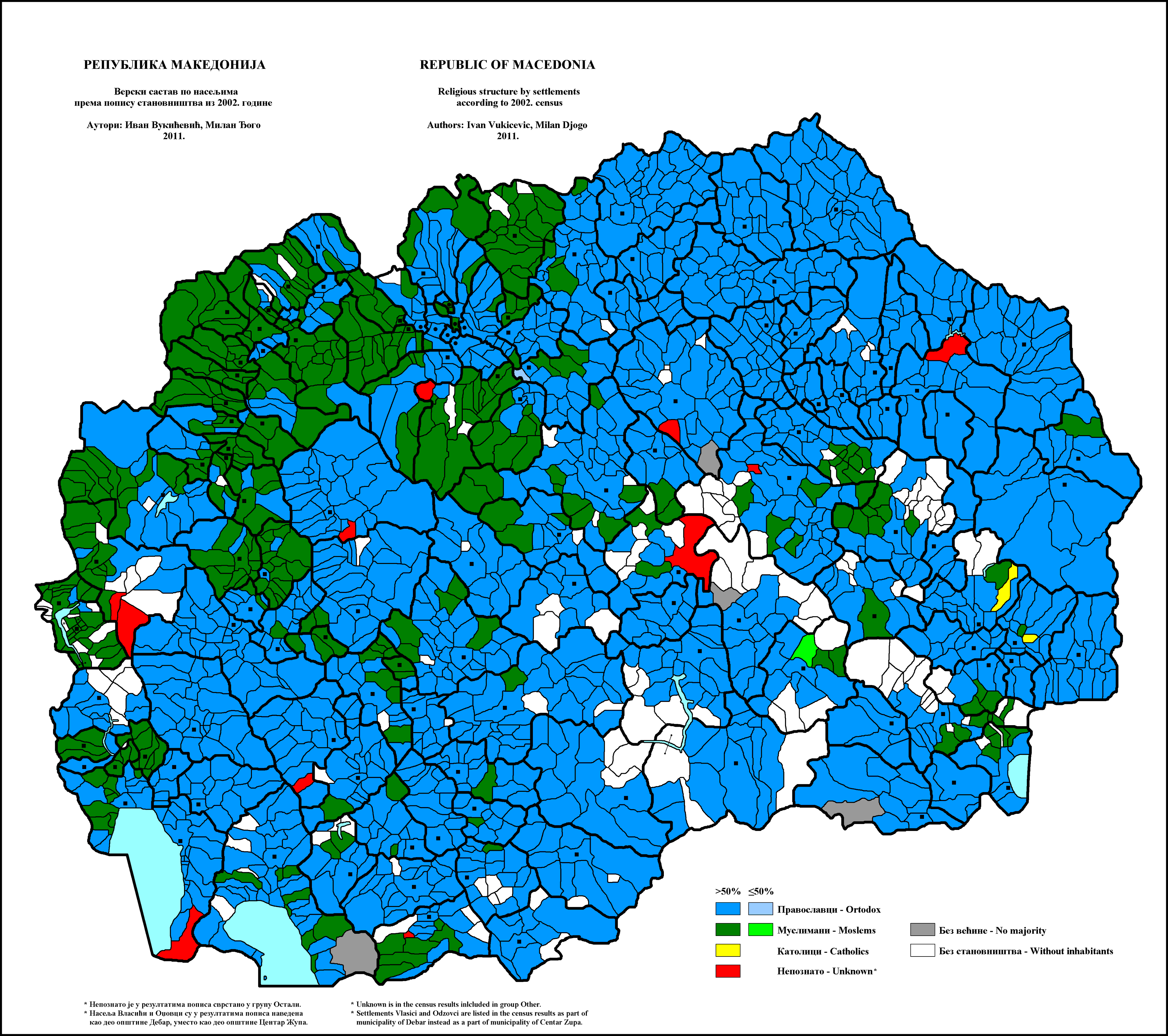
Verbreitung des Islams im mehrheitlich christlichen Nordmazedonien. In den grün markierten Gemeinden ist der Anteil an Muslimen höher als 50 Prozent.

Die höchsten Anteile an Muslimen in den Gemeindebevölkerungen befinden sich vornehmlich im Westen des Landes, hauptsächlich im Siedlungsgebiet der albanischen und türkischen Minderheit. Muslime stellen in den Städten Debar, Gostivar und Tetovo die große Mehrheit in der Bevölkerung. Bedeutende Minderheiten gibt es in den Städten Struga, Kičevo, Skopje, Kumanovo und Veles.

## Geschichte
Erste Kontakte zwischen den christlichen Bewohnern Makedoniens mit dem Islam gab es schon vor dem militärischen Einfall der Osmanen auf dem Balkan. Wandernde Derwische und Händler auf Durchreise prägten das frühe Bild der neuen Religion. Vereinzelt gründeten Erstere auch kleine Klöster.
1371 begann die schrittweise Eroberung Makedoniens durch das Osmanische Reich. 1387 fiel erstmals Thessaloniki und 1392 kam Skopje zu Fall. Schon vorher wurden jedoch Bitola und Prilep 1385 erobert. Die Region verblieb für die nachfolgenden über 500 Jahre unter der Herrschaft Konstantinopels. Die neuen Gebiete wurden in der Provinz Rumelien verwaltet.

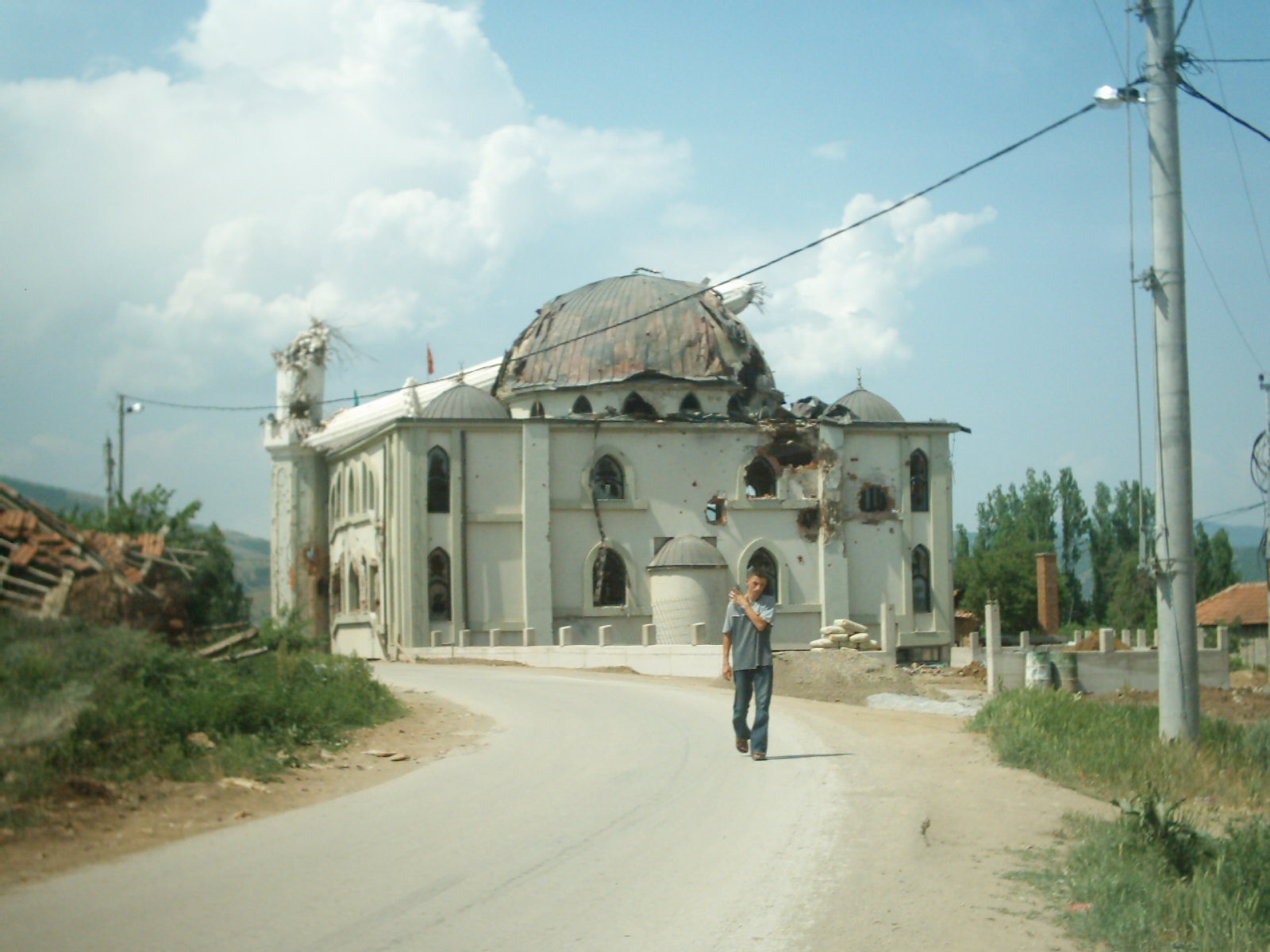
Beschädigte Moschee in Matejče, Kumanovo, während des Konflikts 2001

Unter der osmanischen Herrschaft genossen Christen und Juden jedoch vergleichsweise viele Rechte und wurden in ihren religiösen Tätigkeiten nicht gezielt diskriminiert. Vielmehr versuchten die Osmanen im sogenannten Millet-System die verschiedenen Religionen und Ethnien im Reich auszubalancieren, was meist auch gelang. Trotzdem verlor das Osmanische Reich im frühen 19. Jahrhundert kontinuierlich an Macht und musste immer wieder Gebietsabtretungen an seine Nachbarn machen. Der „kranke Mann am Bosporus“ büßte schließlich mit dem starken Aufkommen des Nationalismus in seinem Land viel an Macht ein. Mit der Unabhängigkeit Griechenlands (1830), Bulgariens (1878), Serbiens (1817), Montenegros (1878) und Albaniens (1912) zerbrach schließlich der islamische Staat am Balkan und mit ihm die Organisation der Muslime, welche sich nun neuordnen mussten.
Im Königreich Jugoslawien, das von 1918 bis 1941 bestand, waren die Muslime zunächst unter der religiösen Führung des reis-ul ulema (Großmufti) von Sarajevo vereint. Im Jahr 1930 wurde der Amtssitz des reis-ul ulema vorübergehend nach Belgrad verlagert. Die Gemeinschaft der Muslime wurde mit der Einführung von einem Gelehrtenrat (ulema-medžlis) in Sarajevo für den Norden und einem in Skopje für Südserbien (einschließlich Nordmazedonien) aufgeteilt. Die offiziellen muslimischen Organisationen propagierten die hanafitische Lehrtradition des Islams, verhielten sich aber ablehnend gegenüber den vor allem im Kosovo und in Nordmazedonien verbreiteten sufischen Strömungen der Albaner. Die dortigen Sufi-Ausbildungseinrichtungen (Tekken) entwickelten sich im Verborgenen zu Zentren des albanischen Nationalismus.
In der Zeit der Sozialistischen Föderativen Republik Jugoslawien waren die Muslime als religiöse Gemeinschaft anerkannt und der Bau von Moscheen und Koranschulen wurde gefördert. Immerhin waren in den 1970er Jahren 12,3 Prozent der jugoslawischen Bevölkerung muslimischen Glaubens.
Nach den Jugoslawienkriegen erlebte der Islam in Nordmazedonien regelrecht eine Blüte. Es entstanden und entstehen noch heute neue große Moscheen, gleichzeitig jedoch werden vor allem in ihrer Nähe mazedonisch-orthodoxe Kirchen oder illuminierte Kreuze errichtet. Dieser ethnisch-religiöse Konflikt stellte sich schon früh in der Geschichte der jungen Republik Mazedonien. Beim albanischen Aufstand 2001 eskalierte der Konflikt schließlich zwischen den christlichen Mazedoniern und den muslimischen Albanern. Seitdem hat sich die Lage deutlich beruhigt, dennoch kommt es fast jährlich zu Übergriffen auf Moscheen und Kirchen, nicht nur auf neuere, sondern auch auf ältere, kulturhistorisch und architektonisch bedeutende Bauwerke.

## Bedeutende osmanische Moscheen
| Name                      | Bild | Ort    | Vollendet |
| ------------------------- | ---- | ------ | --------- |
| Bunte Moschee             |      | Tetovo | 1495      |
| Bunte Moschee             |      | Skopje | 1438      |
| Isa-Bey-Moschee           |      | Skopje | 1475      |
| Mustafa-Pascha-Moschee    |      | Skopje | 1492      |
| Sultan-Murad-Moschee      |      | Skopje | 1436      |
| Jeni-Moschee              |      | Bitola | 1558      |
| Murad-Pascha-Moschee      |      | Skopje | 1436      |
| Gazi-Haydar-Kadi-Moschee  |      | Bitola | 1561      |
| Isak-Çelebi-Moschee       |      | Bitola | 1506      |
| Hünkar-Moschee            |      | Debar  | 1468      |
| Husameddin-Pascha-Moschee |      | Štip   | 1570      |
| Čarši-Moschee             |      | Prilep | 1475      |